# Павленко, Алексей Сергеевич
Алексей Сергеевич Павленко (1(14) марта 1904, с. Михайловское, Щигровский уезд, Курская губерния, Российская империя — 1 июля 1984, Москва, РСФСР) — советский партийный и государственный деятель, министр электростанций СССР (1954—1955 и 1957—1958).

## Образование
В 1937 году окончил Московский энергетический институт.

## Биография
- 1915—1917 гг. — работал в сельском хозяйстве, по найму рабочим и служащим в Курской и Воронежской губерниях,
- 1917—1931 гг. — откатчик, вагонщик, забойщик, секретарь е в Донбассе. Секретарь Попаснянского райкома комсомола, секретарь Артёмовского окружкома комсомола, заместитель председателя Артёмовского окружного исполкома Луганской области,
- 1937—1939 гг. — инструктор Отдела руководящих партийных кадров ЦК ВКП(б),
- 1939—1947 гг. — заведующий сектором, заведующий отделом, заместитель начальника Управления кадров ЦК ВКП(б),
- 1947—1948 гг. — член Бюро по топливу и электростанциям при Совете Министров СССР,
- 1948—1951 гг. — заместитель председателя Бюро по топливу и транспорту при Совете Министров СССР,
- 1951—1953 гг. — помощник заместителя председателя Совета Министров СССР,
- март—декабрь 1953 — заведующий отделом электростанций и электропромышленности Совета Министров СССР,
- 1953—1954 гг. — заместитель председателя Бюро по электроэнергетике, химической и лесной промышленности Совета Министров СССР,
- 1954—1955 гг. — министр электростанций СССР,
- 1955—1957 гг. — первый заместитель министра электростанций СССР,
- 1957—1958 гг. — министр электростанций СССР,
- 1959—1974 гг. — в Госплане СССР: начальник отдела размещения производительных сил и командных ресурсов, начальник отдела электрификации народного хозяйства, начальник отдела энергетики и электрификации.

С октября 1974 г. персональный пенсионер союзного значения.

## Награды
- четыре ордена Ленина
- орден Октябрьской Революции
- орден Отечественной войны 1-й степени
- три ордена Трудового Красного Знамени
- орден Дружбы народов (13.03.1974)
- медали